# Kerk van Jelling
De kerk van Jelling is gelegen in de Deense plaats Jelling en maakt deel uit van de parochie Jelling. De kerk werd samen met de runenstenen en de grafheuvels in 1994 op de Werelderfgoedlijst van UNESCO geplaatst.
Op de plaats van de huidige kerk van Jelling hebben eerder minstens drie houten kerken gestaan, die alle drie door brand zijn vernield. De eerste kerk werd waarschijnlijk gebouwd rond het jaar 960 onder Harald I van Denemarken (Harald Blauwtand), nadat hij het christendom in Denemarken had geïntroduceerd en Noorwegen in het land had geïntegreerd. Harald liet het stoffelijk overschot van zijn vader, koning Gorm de Oude, overbrengen van de grafheuvel waarin hij begraven was naar de kerk. Tussen 1050 en 1100 werd deze vervangen door een kerk van steen.
In 1874-1875 werden op de muren van het koor muurschilderingen ontdekt uit de periode van rond 1100. Dit zouden de oudste muurschilderingen in Denemarken zijn. Tijdens opgravingen aan het eind van de jaren 70 van de twintigste eeuw is onder de kerk een graf gevonden met daarin de overblijfselen van een man. Dit is waarschijnlijk het lichaam van koning Gorm de Oude.

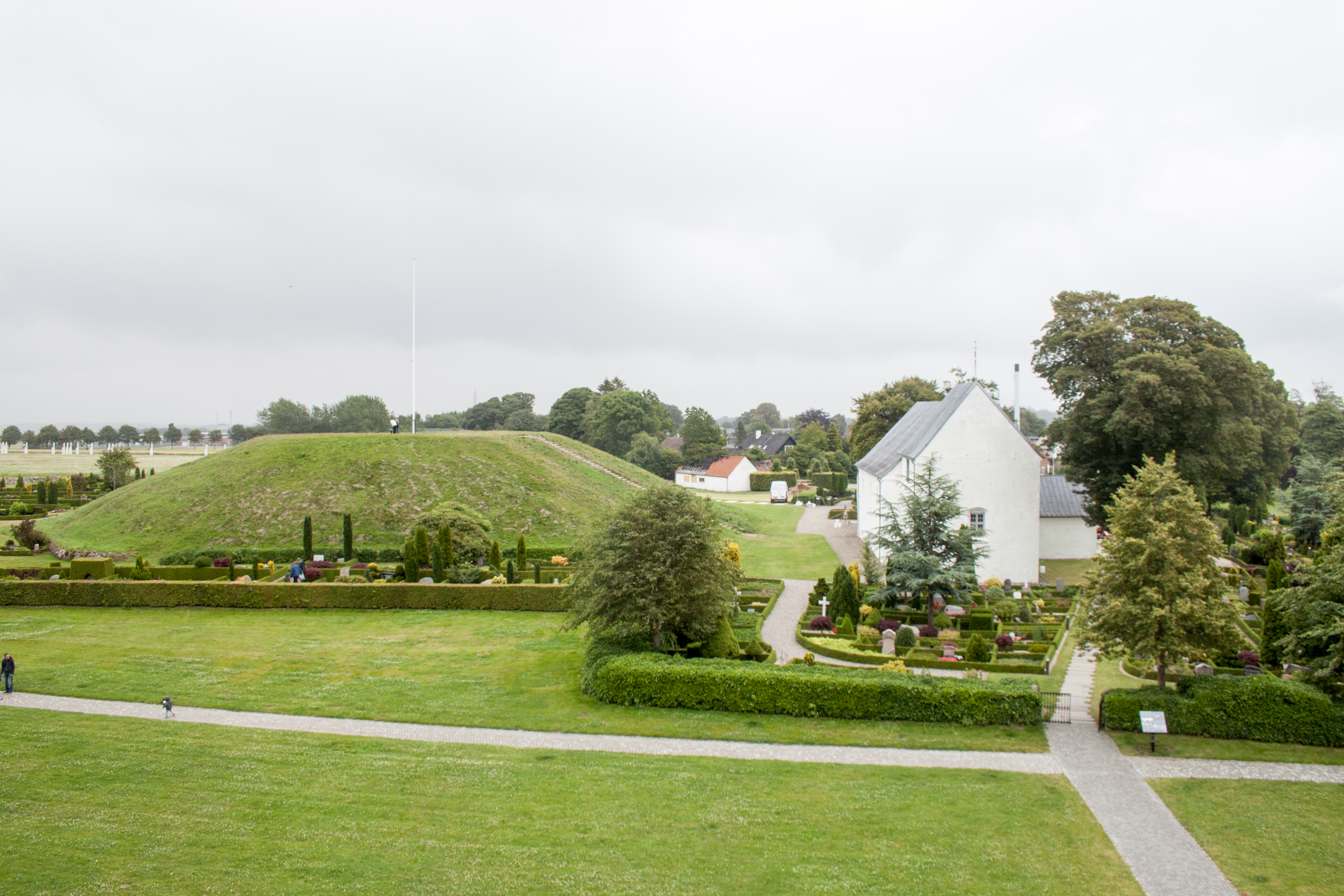
De noordelijke grafheuvel en de kerk (juli 2015)
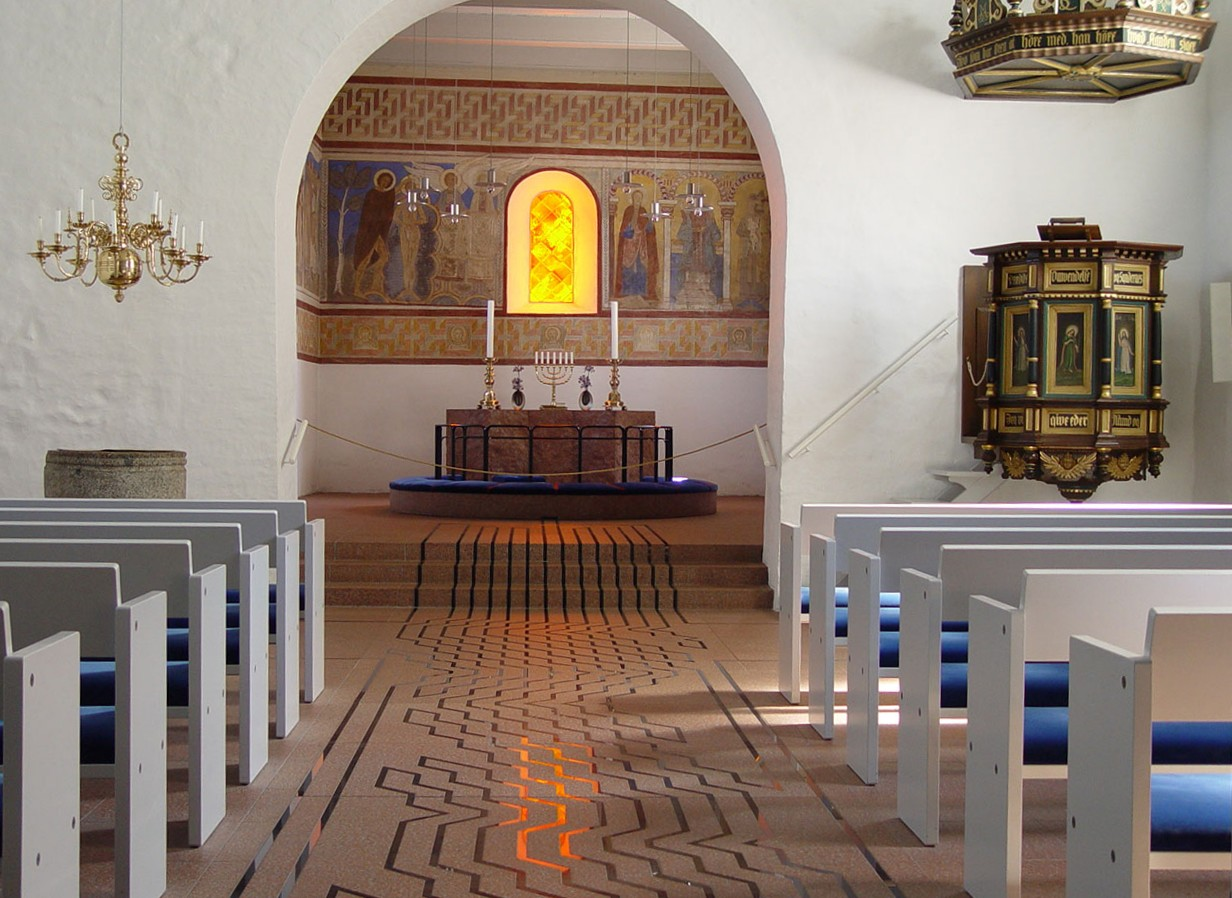
Interieur van de kerk
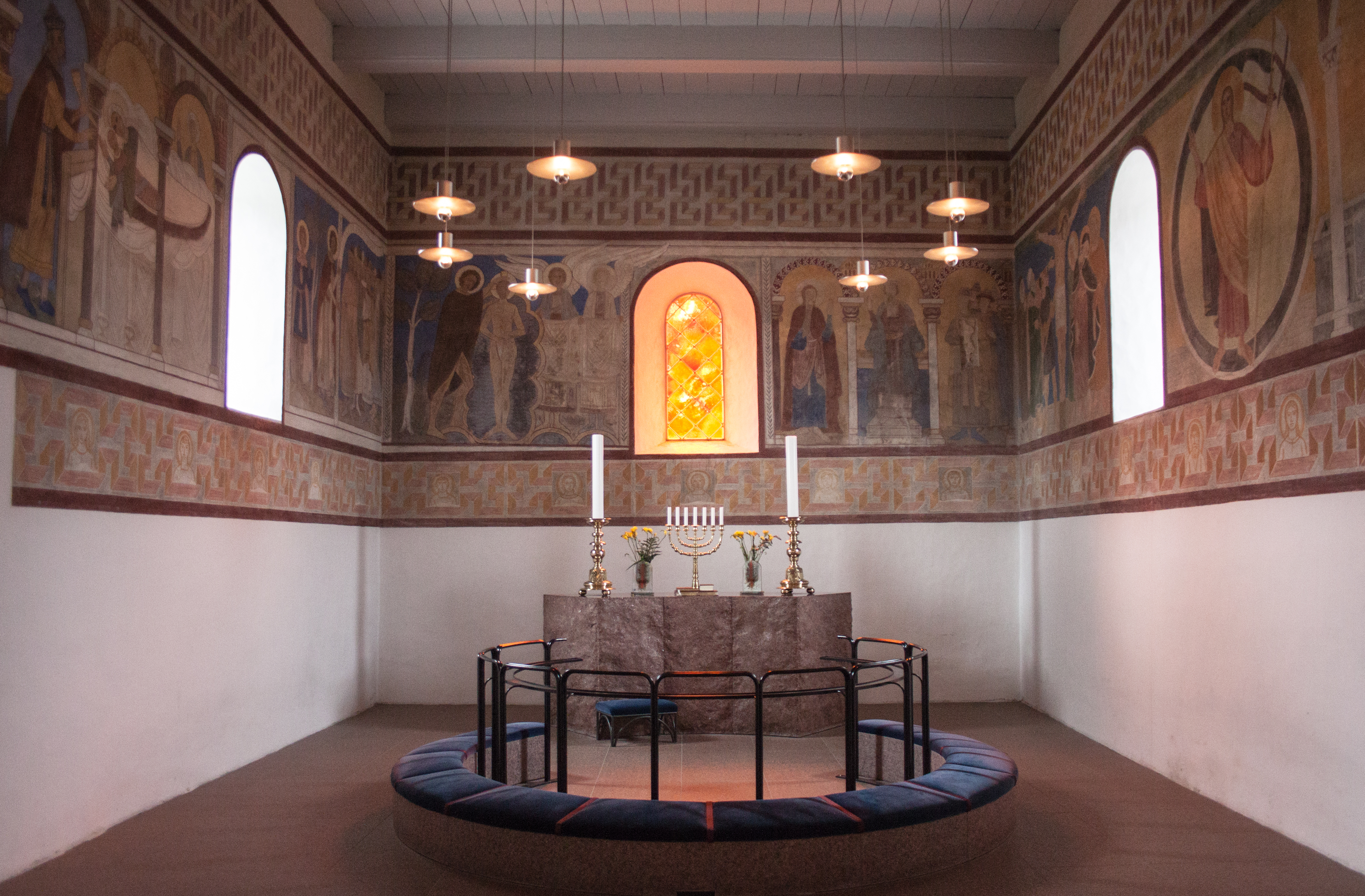
Koor van de kerk van Jelling, met de muurschilderingen
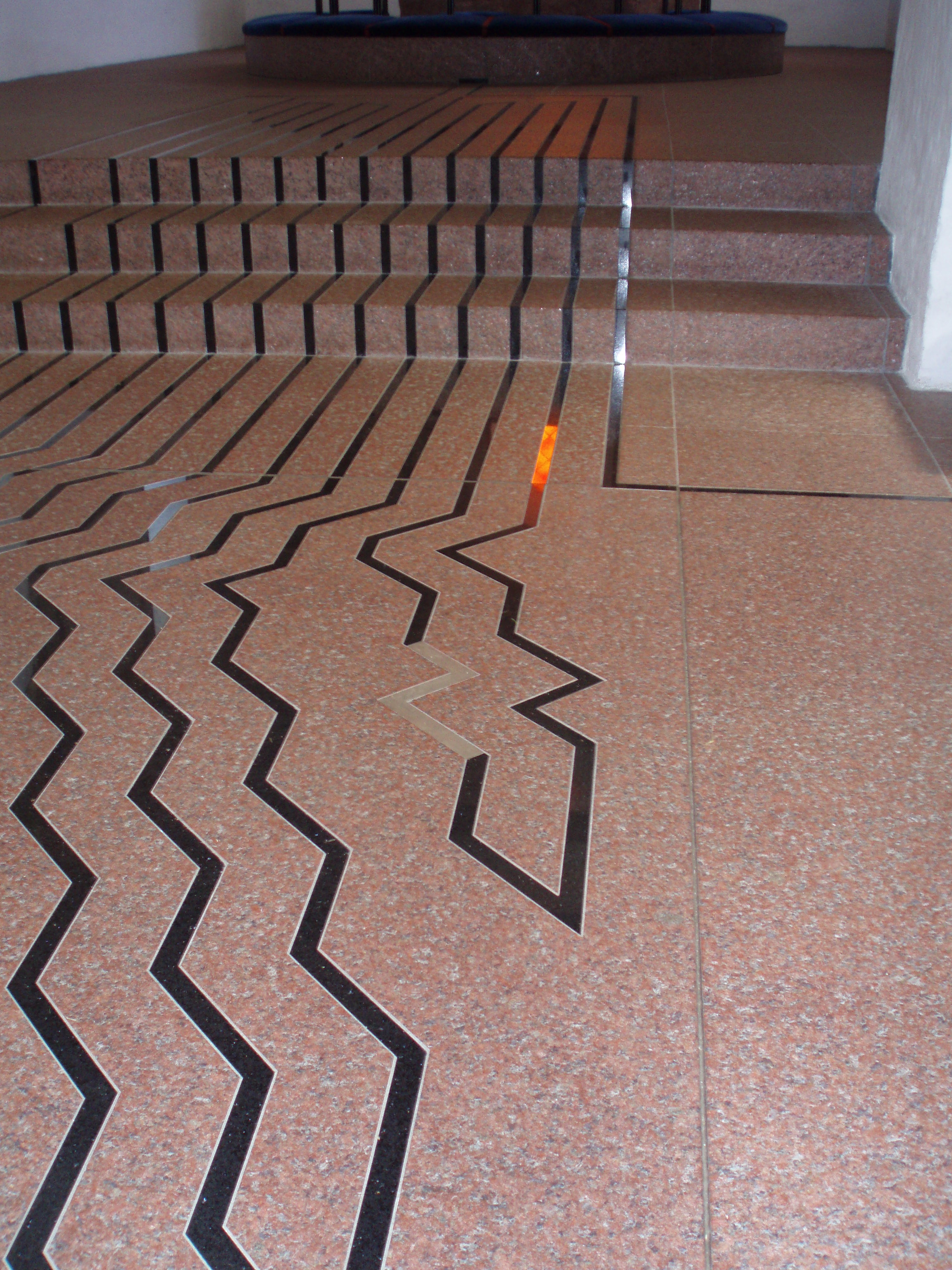
Koning Gorm zou begraven zijn onder het zilveren gedeelte van de lijn.
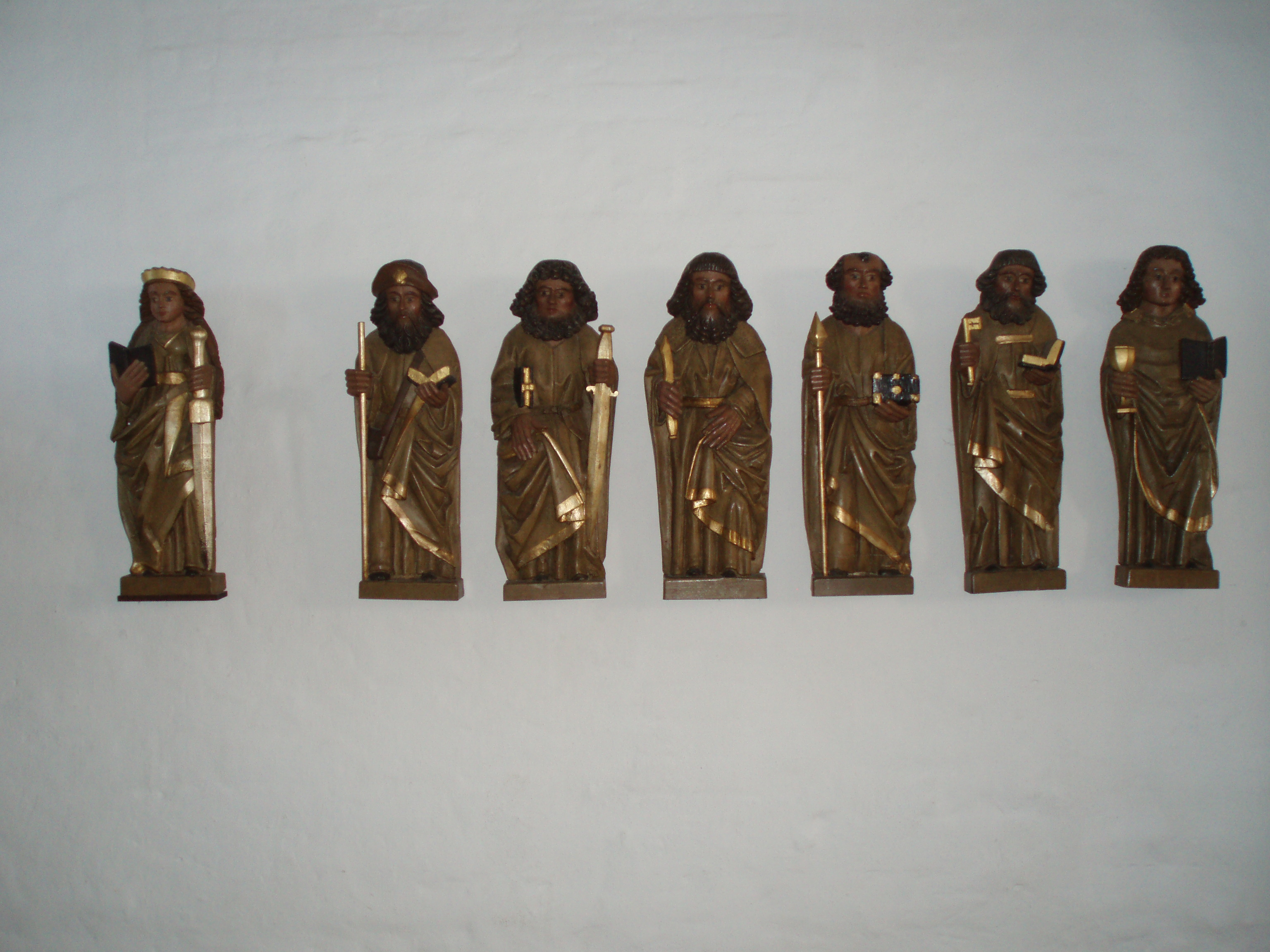
Sint Catharina van Alexandrië en zes apostelen

 Denemarken: Grafheuvels, runenstenen en kerk van Jelling · Kathedraal van Roskilde · Kasteel Kronborg · Waddenzee · Stevns Klint · Moravische kerknederzetting Christiansfeld · Par force-jachtlandschap in Noord-Seeland · Ringwalburchten uit de Vikingtijd

 Groenland: IJsfjord van Ilulissat · Kujataa: Noordse en Inuitlandbouw aan de rand van de ijskap · Inuit-jachtgebieden van Aasivissuit-Nipisat